# 占領下アラブ湾岸解放人民戦線
占領下アラブ湾岸解放人民戦線（英語: Popular Front for the Liberation of the Occupied Arabian Gulf、アラビア語: الجبهة الشعبية لتحرير الخليج العربي المحتل）は、湾岸アラブ諸国の共産主義組織の一つである。1968年にドファール解放戦線を発展改組して結成された。
この団体はアラブナショナリズムとマルクス主義を掲げていた。この団体は湾岸アラブ諸国で活動していた。その中でとくにオマーンとバーレーンで活発な活動をしていた。
占領下アラブ湾岸解放人民戦線は南イエメンに事務所を開設しており、南イエメンの支援を受けゲリラ戦を行った。1968年8月の時点ではラヒュートを支配下に置き、最盛期はドファール西部で強い影響力を持っていた。1971年にはドファール革命政府を樹立。1975年まで反乱を継続した。ドファール解放戦線に引き続きアラブ民族主義運動と連携していた。1974年にオマーン解放人民戦線とバーレーン解放人民戦線に分裂した。